# Советский поселковый совет
Советский поселковый совет (укр. Совєтська селищна рада, крымскотат. İçki qasaba şurası) — административно-территориальная единица в Советском районе в составе АР Крым Украины (фактически до 2014 года), ранее до 1991 года — в  составе Крымской области УССР в СССР, до 1954 года — в составе Крымской области РСФСР в СССР, до 1945 года — в составе Крымской АССР РСФСР в СССР. Население по переписи 2001 года — 10963 человек. К 2014 году совет включал 1 населённый пункт — пгт Советский.

## История
Ичкинский ревком (в составе Ичкинского района Феодосийского уезда) был создан в октябре 1920 года, а в августе 1921 года — сельский совет. 1 октября 1923 года, согласно постановлению ВЦИК, в административное деление Крымской АССР были внесены изменения, в результате которых Ичкинский район упразднили, включив в состав Феодосийского. По результатам всесоюзной переписи 17 декабря 1926 года Ичкинский сельский совет включал 29 населённых пунктов с населением 3255 человек.
Также с совете числились 5 железнодорожных будок (на 58, 59, 62, 64 и 66 километрах линии Джанкой — Феодосия) с общим населением 46 человек, железнодорожная казарма на 70 километре с 5 жителями и детская колония Черкез-Тобай с 92 жителями. Постановлением ВЦИК «О реорганизации сети районов Крымской АССР» от 30 октября 1930 года Феодосийский район был упразднён и был создан Сейтлерский район (по другим сведениям 15 сентября 1931 года), в который включили село, а с образованием в 1935 году Ичкинского — в состав нового района.
В начале 1941 года село Ички было отнесено к категории рабочих посёлков (пгт), в связи с чем в нём был образован Ичкинский поселковый совет. 14 декабря 1944 года рабочий посёлок Ички был переименован в рабочий посёлок Советский, после чего поселковый совет стал называться Советским. В указе 1948 года населённый пункт ещё упоминался как село Советское. С 25 июня 1946 года совет в составе Крымской области РСФСР, а 26 апреля 1954 года Крымская область была передана из состава РСФСР в состав УССР. На 15 июня 1960 года в составе совета числился уже единственный населённый пункт Советское. Указом Президиума Верховного Совета УССР «Об укрупнении сельских районов Крымской области», от 30 декабря 1962 года Советский район был упразднён и сельский совет включили в Нижнегорский. 8 декабря 1966 года Советский район был восстановлен и поссовет вновь в его составе. С 12 февраля 1991 года сельсовет в восстановленной Крымской АССР, 26 февраля 1992 года переименованной в Автономную Республику Крым. С 21 марта 2014 года в составе Крыма аннексирован Россией. Законом «Об установлении границ муниципальных образований и статусе муниципальных образований в Республике Крым» от 4 июня 2014 года территория административной единицы была объявлена муниципальным образованием со статусом сельского поселения.